# Besseya wyomingensis
Besseya wyomingensis là một loài thực vật có hoa trong họ Mã đề. Loài này được (A.Nelson) Rydb. mô tả khoa học đầu tiên năm 1903.

## Hình ảnh

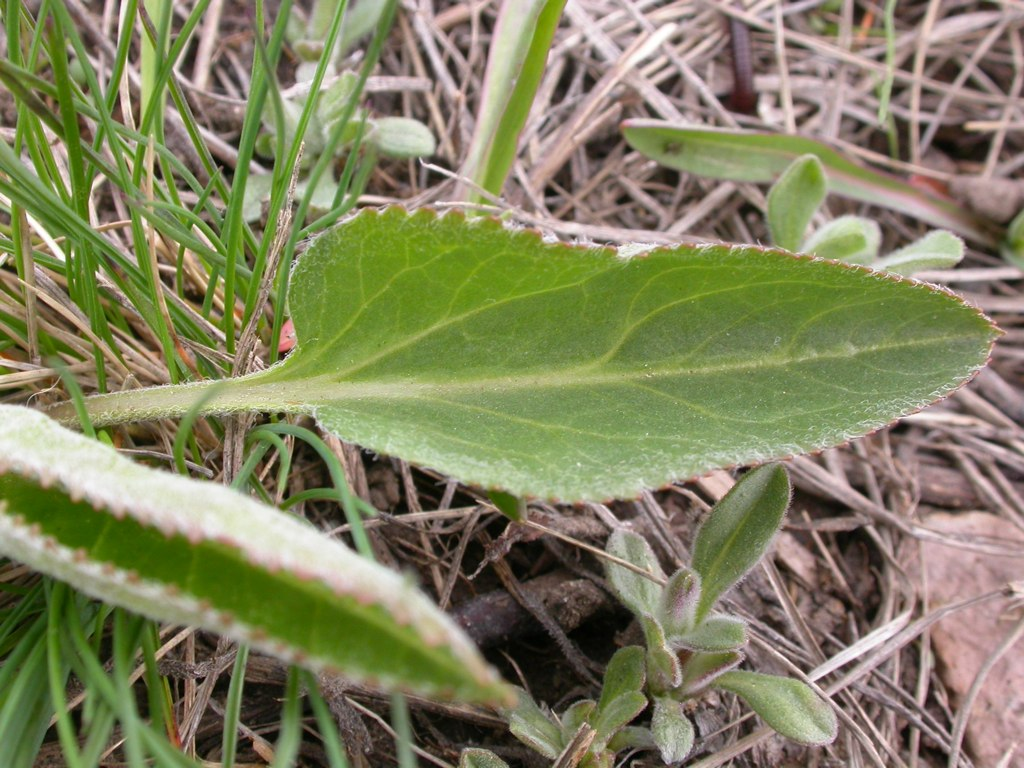
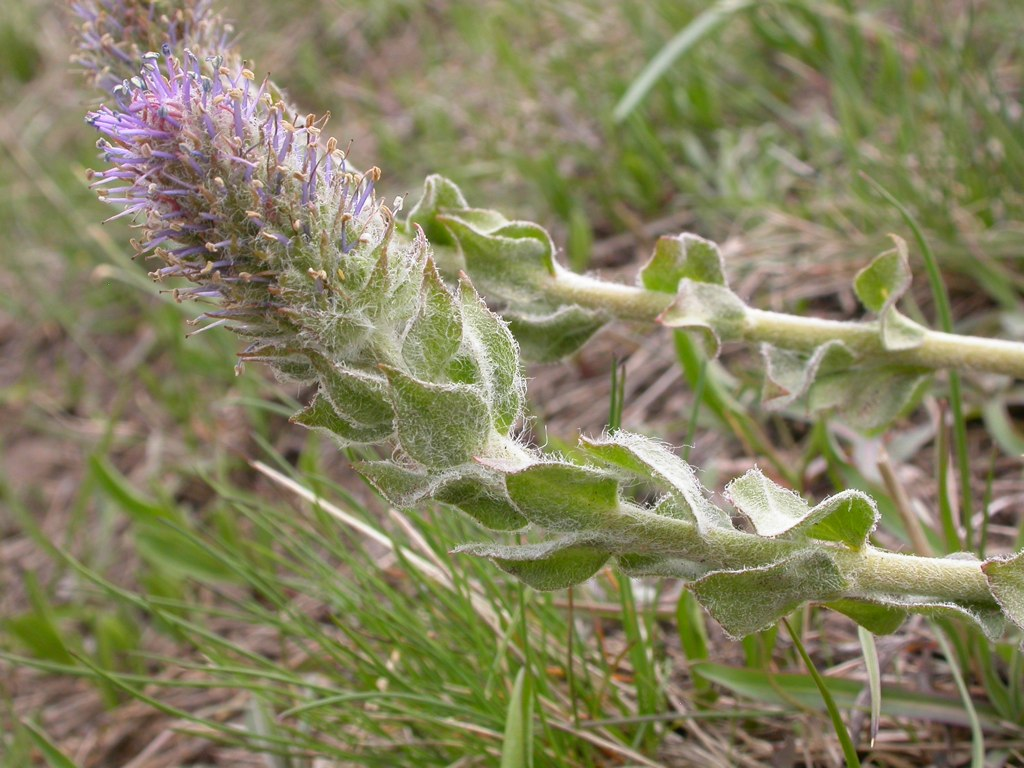
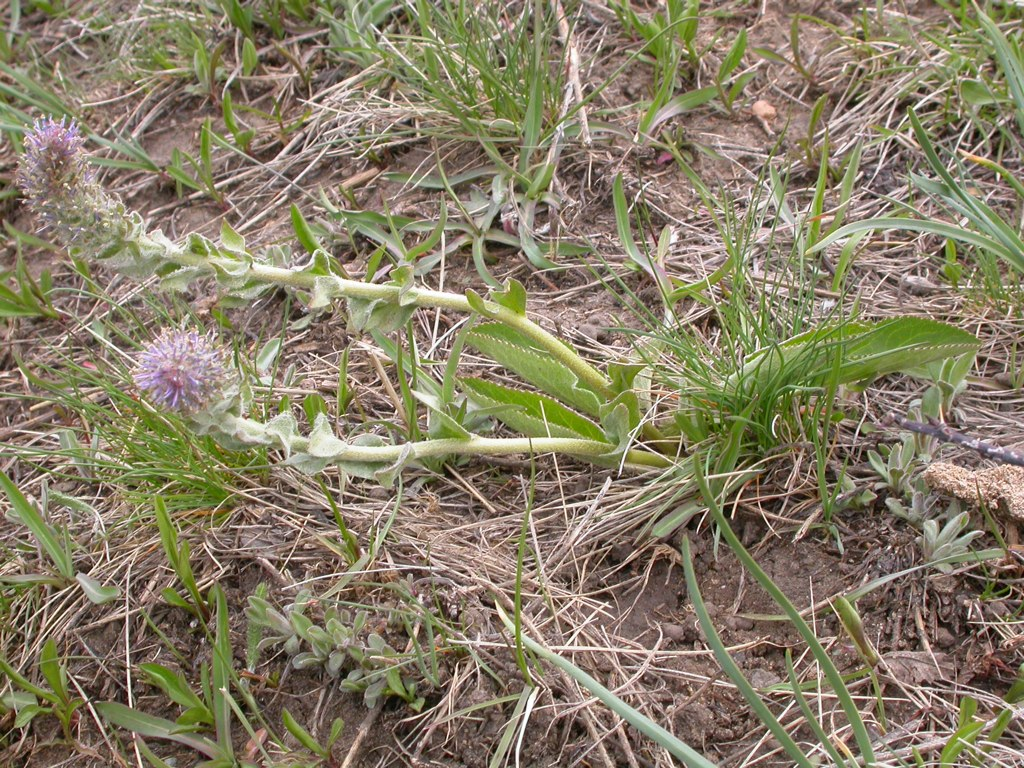